# Mini-LP
Um mini-LP ou mini-álbum é um pequeno álbum que possui poucas faixas. Geralmente é vendido por um preço menor do que um álbum que seria considerado "full-length".

## História
Mini-LPs tornaram-se populares no início de 1980 com as gravadoras que almejavam os consumidores que estavam relutantes em comprar todo o comprimento dos álbuns de full-priced. Muitos mini-LPs foram lançados no final de 1970, incluindo Walking Back to Happiness de John Cooper Clarke, que usava um formato de 10 polegadas. O formato do vinil geralmente foi de 12 polegadas ou 10 polegadas, com um tempo de reprodução entre vinte e trinta minutos, e cerca de sete faixas. Eles eram frequentemente utilizados como uma forma de introduzir novos atos para o mercado, ou como uma maneira de liberar álbuns provisórios por atos estabelecidos entre os seus principais álbuns.
A Epic Records introduziu o 10 polegadas no formato de Nu-Disco, no início de 1980, mas eles acharam mais difícil de comercializar, e os mini-LPs de 12 polegadas tornaram-se mais comum. Notáveis mini-LPs do início de 1980 incluíram Under A Blood Red Sky, do U2, que alcançou o 2º lugar no UK Albums Chart, em 1983, e The Honeydrippers: Volume 1 da The Honeydrippers, que chegou em 4.º lugar na Billboard 200, em 1984.
As gravadoras independentes frequentemente lançam mini-LPs de artistas antes de lançar os álbuns completos. A 4AD tomou essa abordagem com Come on Pilgrim, o lançamento de estreia da banda Pixies, em 1987, ao mesmo tempo, utilizando o formato para o segundo álbum deles Throwing Muses, The Fat Skier, no mesmo ano.